# Atletismo nos Jogos Mundiais Militares de 2011 - 800 m masculino
A disputa dos 800 metros rasos masculino nos Jogos Mundiais Militares de 2011 foi realizada nos dias 19 e 22 de julho no Estádio Olímpico João Havelange.

## Medalhistas
| Ouro   | POL Marcin Lewandowski |
| Prata  | KEN Jackson Kivuva     |
| Bronze | KEN Geoffrey Matum     |

## Primeira fase

### Bateria 1
| Pos. | Atleta                        | Tempo   | Notas |
| ---- | ----------------------------- | ------- | ----- |
| 1    | MAR Amine Mouhcine El         | 1:48.65 | Q     |
| 2    | BHR Belal Ali                 | 1:48.97 | Q     |
| 3    | USA Gold Coachman             | 1:49.74 | Q     |
| 4    | SUI Jan Hochstrasser          | 1:50.46 | Q     |
| 5    | ERI Ghirmay Weldeyowhans      | 1:50.98 | q     |
| 6    | IND Arun Kothacheriyil Joseph | 1:52.30 | q     |
| 7    | BIH Branko Tovilović          | 2:05.05 |       |

### Bateria 2
| Pos. | Atleta                    | Tempo   | Notas |
| ---- | ------------------------- | ------- | ----- |
| 1    | KEN Geoffrey Matum        | 1:53.36 | Q     |
| 2    | ALG Almir Khadar          | 1:53.69 | Q     |
| 3    | KSA Mohammed Abdulaliz    | 1:53.73 | Q     |
| 4    | COL Jhon Sinisterra Motta | 1:53.96 | Q     |
| 5    | FRA Hakim Merzoghi        | 1:54.70 |       |
| 6    | GBS Bubacar Camará        | 2:41.04 |       |

### Bateria 3
| Pos. | Atleta                | Tempo   | Notas |
| ---- | --------------------- | ------- | ----- |
| 1    | ALG Abdelmadjed Touil | 1:52.89 | Q     |
| 2    | KEN Jackson Kivuva    | 1:53.07 | Q     |
| 3    | SRI Prabath Mendis    | 1:53.13 | Q     |
| 4    | IRI Amir Moadi        | 1:53.29 | Q     |
| 5    | TAN Dotto Ikangaa     | 1:54.08 |       |
| 6    | CAN Joseph Boland     | 1:54.50 |       |
| —    | BDI Sahinkuye Severin | DNF     |       |

### Bateria 4
| Pos. | Atleta                      | Tempo   | Notas |
| ---- | --------------------------- | ------- | ----- |
| 1    | BRA Lutimar Paes            | 1:52.15 | Q     |
| 2    | BHR Yusuf Kamel             | 1:52.46 | Q     |
| 3    | POL Marcin Lewandowski      | 1:52.71 | Q     |
| 4    | IRL James Ledigham          | 1:53.26 | Q     |
| 5    | FRA Youssef Ismaili Alaouli | 1:53.28 | q     |
| 6    | CAN Vincent Duguay          | 1:55.82 |       |

### Bateria 5
| Pos. | Atleta                 | Tempo   | Notas |
| ---- | ---------------------- | ------- | ----- |
| 1    | BRA Fabiano Peçanha    | 1:48.83 | Q     |
| 2    | SUI Mario Bachtiger    | 1:49.55 | Q     |
| 3    | ERI Girmay Hadgu       | 1:50.19 | Q     |
| 4    | BEL Jan van den Broeck | 1:50.40 | Q     |
| 5    | USA Matthew Petrocci   | 1:51.02 | q     |
| 6    | DOM Joel de la Cruz    | 1:58.35 |       |

## Semifinais

### Semifinal 1
| Pos. | Atleta                    | Tempo   | Notas |
| ---- | ------------------------- | ------- | ----- |
| 1    | BRA Lutimar Paes          | 1:49.69 | Q     |
| 2    | KEN Jackson Kivuva        | 1:49.81 | Q     |
| 3    | BEL Jan van den Broeck    | 1:50.26 |       |
| 4    | SRI Prabath Mendis        | 1:50.56 |       |
| 5    | COL Jhon Sinisterra Motta | 1:51.19 |       |
| 6    | SUI Mario Bachtiger       | 1:51.49 |       |
| 7    | IRI Amir Moadi            | 1:51.66 |       |
| 8    | IRL James Ledingham       | 1:52.66 |       |

### Semifinal 2
| Pos. | Atleta                    | Tempo   | Notas |
| ---- | ------------------------- | ------- | ----- |
| 1    | BRA Fabiano Peçanha       | 1:46.79 | Q     |
| 2    | BHR Yussuf Kamel          | 1:47.04 | Q     |
| 3    | ERI Girmay Hadgu          | 1:47.20 | q     |
| 4    | KEN Geoffrey Matum        | 1:47.29 | q     |
| 5    | MAR Amine Mouhcine El     | 1:47.44 |       |
| 6    | USA Golden Coachman       | 1:47.88 |       |
| 7    | ALG Abdelmadjed Touil     | 1:48.14 |       |
| —    | FRA Youssef Ismail Alaoui | DNF     |       |

### Semifinal 3
| Pos. | Atleta                        | Tempo   | Notas |
| ---- | ----------------------------- | ------- | ----- |
| 1    | POL Marcin Lewandowski        | 1:50.00 | Q     |
| 2    | ALG Samir Khadar              | 1:50.29 | Q     |
| 3    | BHR Belal Ali                 | 1:50.69 |       |
| 4    | KSA Mohammed Abdulaliz        | 1:51.47 |       |
| 5    | USA Matthew Petrocci          | 1:51.77 |       |
| 6    | IND Arun Kothacheriyil Joseph | 1:52.42 |       |
| 7    | SUI Jan Hochstrasser          | 1:54.80 |       |
| —    | ERI Girmay Hadgu              | DNS     |       |

## Final
| Pos.              | Atleta                 | Tempo   | Notas                |
| ----------------- | ---------------------- | ------- | -------------------- |
| Medalha de ouro   | POL Marcin Lewandowski | 1:45.77 |                      |
| Medalha de prata  | KEN Jackson Kivuva     | 1:45.93 |                      |
| Medalha de bronze | KEN Geoffrey Matum     | 1:45.94 | Recorde da temporada |
| 4                 | BRA Lutimar Paes       | 1:46.69 |                      |
| 5                 | BHR Yusuf Kamel        | 1:46.89 |                      |
| 6                 | BRA Fabiano Peçanha    | 1:46.94 |                      |
| 7                 | ALG Samir Khadar       | 1:48.69 |                      |
| 8                 | ERI Girmay Hadgu       | 1:48.13 |                      |

Legenda
| Recorde mundial      | Recorde mundial (World record)               |                       | Recorde africano                      | Recorde africano (African) |                                           | Q | Classificado por posição (Qualified) |
| Recorde militar      | Recorde dos Jogos Mundiais Militares         | Recorde da América    | Recorde da América (Americas)         | q                          | Classificado por melhor tempo (Qualified) |   |                                      |
| Melhor marca do ano  | Melhor marca do ano (World leading)          | Recorde asiático      | Recorde asiático (Asian)              | DNS                        | Não largou (Did not start)                |   |                                      |
| Recorde nacional     | Recorde nacional (National record)           | Recorde europeu       | Recorde europeu (European)            | DNF                        | Não terminou (Did not finish)             |   |                                      |
| Recorde pessoal      | Recorde pessoal do atleta (Personal best)    | Recorde da Oceania    | Recorde da Oceania (Oceania)          | DSQ / DQ                   | Desclassificado (Disqualified)            |   |                                      |
| Recorde da temporada | Recorde da temporada do atleta (Season best) | Recorde sul-americano | Recorde sul-americano (South America) | NM                         | Sem marca (No mark)                       |   |                                      |